# Enrico Perucconi
Enrico Perucconi (ur. 4 stycznia 1925 w Morazzone, zm. 14 lipca 2020 w Mediolanie) – włoski lekkoatleta specjalizujący się w biegach sprinterskich, brązowy medalista letnich igrzysk olimpijskich w Londynie (1948) w sztafecie 4 × 100 metrów. 

## Sukcesy sportowe
| Rok  | Miasto | Zawody               | Konkurencja        | Wynik         |
| ---- | ------ | -------------------- | ------------------ | ------------- |
| 1948 | Londyn | Igrzyska olimpijskie | sztafeta 4 × 100 m | brązowy medal |

## Rekordy życiowe
- bieg na 100 metrów – 10,6w – 1947